# Andreápol
Andreápol (ruso: Андреа́поль) es una ciudad rusa perteneciente a la óblast de Tver. A efectos de desconcentración administrativa de los órganos federales y de la óblast, es la capital del raión homónimo. Sin embargo, a efectos de autogobierno local es desde 2019 la sede de un ókrug municipal, en el que un solo ayuntamiento con sede en la ciudad extiende su jurisdicción sobre todo el raión.
En 2021, la ciudad tenía una población de 6956 habitantes.
Se ubica a orillas del río Daugava, unos 200 km al oeste de la capital regional Tver, a medio camino entre Peno y Západnaya Dviná sobre la carretera 28K-0001.

## Historia
El tramo del río Daugava que pasa por Andreápol marcaba hasta principios del siglo XX el límite entre la gobernación de Pskov y la gobernación de Tver, y en ambas gobernaciones existía en la zona un conjunto de pequeñas aldeas. En la parte occidental o de Pskov existía el vólost de Dubna, perteneciente al uyezd de Torópets; el pueblo de Dubna se conoce en documentos del Gran Ducado de Lituania desde 1489. En la parte oriental o de Tver, el noble propietario Andréi Kushelevy dio en 1783 su nombre a la finca y con el topónimo de Andreápol abrió en 1806 uno de los primeros centros turísticos del Imperio ruso.
En 1906 se creó un poblado ferroviario en la parte de Tver, al que la Unión Soviética dio el estatus de capital distrital en 1927, añadiendo al año siguiente a su casco urbano la parte occidental o antiguo pueblo de Dubna. El asentamiento fue completamente destruido en la Segunda Guerra Mundial y su reconstrucción tardó bastantes años; recuperó su estatus de capital distrital en 1965 y adoptó el estatus de ciudad en 1967.